# Regina (serial telewizyjny)
Regina – polski serial telewizyjny, emitowany od 2 października 2007 do 29 kwietnia 2008 na antenie TV4.

## Fabuła
Serial opowiada o kobiecie imieniem Regina (w tej roli Dominika Ostałowska), która po 8 latach spędzonych w więzieniu wraca w rodzinne strony, aby rozwikłać zagadkę śmierci swojej siostry, za której zabójstwo została niesłusznie skazana. Przebywając w więzieniu, Regina nie utrzymywała kontaktów z najbliższymi. Po powrocie w domu Popielów rozpoczyna się piekło. Bowiem ojciec Reginy, Aleksander chce wyrzucić swą córkę z domu, a ona chce się zemścić za doznane krzywdy.

## Obsada aktorska
- Dominika Ostałowska – Regina Popiel
- Halina Łabonarska – Irena Popiel
- Olgierd Łukaszewicz – Aleksander Popiel
- Kinga Preis – Anna Raj
- Tomasz Gęsikowski – Marek Raj
- Alicja Reiff – Luiza Raj
- Aleksandra Konieczna – Rita Małecka
- Grzegorz Małecki – Bernard Gad
- Małgorzata Socha – Sara
- Andrzej Żarnecki – Ksiądz Proboszcz
- Michał Sieczkowski – Ksiądz Artur
- Diana Kadłubowska – sąsiadka Małeckiej
- Magdalena Gnatowska – urzędniczka
- Andrzej Szczytko – lekarz
- Lesław Żurek – Dawid Raj